# Runensteinstil

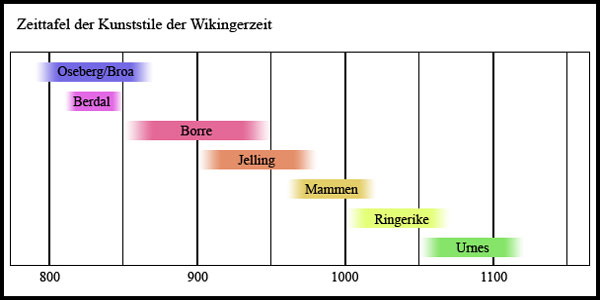
Der Runensteinstil der Wikingerzeit ist verknüpft mit den sonstigen Kunststilen

Runensteinstil (schwedisch runstensstil, Plural runstensstilar) ist der übergeordnete Begriff für die stilistischen Veränderungen unterworfene Gestaltung von Runensteinen und verwandten Darstellungsträgern. Die Gestaltung veränderte sich von der frühen Zeit ihres Auftretens in der Eisen- über die Vendel- und Wikingerzeit bis zum frühen Mittelalter kontinuierlich. Auf den ersten Steinen wie dem Runenstein von Kalleby ist er sehr einfach, aber bald verfeinert er sich.
Im Singular wird der Begriff „Runenstein-Stil“ oft als Synonym für den Urnes-Stil benutzt, also den letzten, am weitesten entwickelten und wohl auch häufigsten der Stile, während „Runenstein-Stile“ im weiteren Sinn alle Stilkonzepte auf nordischen und englischen Runensteinen sowie die Inschriften aus dem gleichen Zeitraum auf Felswänden und Findlingen umfasst. Typische Stilrichtungen sind der Jelling-Stil, der Ringerike-Stil, der Mammen-Stil, der Vendelstil, der Gotländische Runensteinstil, der Vogelschaustil (schwedisch Fågelperspektiv, bei dem die für Runensteine typische Schlange in Aufsicht dargestellt ist) und als ältester der RAK-Stil, der ohne Bildanteile auskommt und bei dem die Schriftbänder mit glatten Enden gearbeitet sind. Darüber hinaus unterliegt die Runengestaltung selbst unterschiedlichen Designkonzepten.
Anne-Sophie Gräslund begründete und datierte in den 1990er Jahren eine stilistische Typologie der Runensteinornamentik. Ihr System ist allgemein akzeptiert. Die den Zeitraum von 980 bis 1130 n. Chr. abdeckenden  Stile sind:
- RAK (980–1015), der Stil hat keine Drachenköpfe (Runenstein von Kalleby). Die Enden der Runenbänder sind gerade.
- Fp (1010/1015 – 1040/1050), zeichnet sich durch Runenbandenden (Runenstein von Gripsholm) deren Tierköpfen von oben dargestellt sind.
- Bei Pr1 bis Pr5 („Pr steht für Profil“) enden die Schlangenbänder im Profil dargestellter Schlangenköpfen (Angarn).
- Pr1 und Pr2 (1010–1050); entsprechen dem älteren und jüngeren Ringerike-Stil,
- Pr3 bis Pr5 (1050–1130) der älteren, mittleren und jüngeren Phase des Urnes-Stils (U 871).
- KB Beim „Kreuzbandstil“, (schwedisch Korsbandsten), beginnt und endet das Schlangenband im Kreuz. Der Lokalstil im westlichen Södermanland wurde nicht von Gräslund definiert.